# فرودگاه شهری چیکسو
فرودگاه شهری چیکسو (به انگلیسی: Chickasaw Municipal Airport) یک فرودگاه همگانی با کد یاتا CHK است که یک باند فرود آسفالت دارد و طول باند آن ۱۵۵۵ متر است. این فرودگاه در کشور ایالات متحده آمریکا قرار دارد و در ارتفاع ۳۵۱ متری از سطح دریا واقع شده‌است.